# 心齋橋

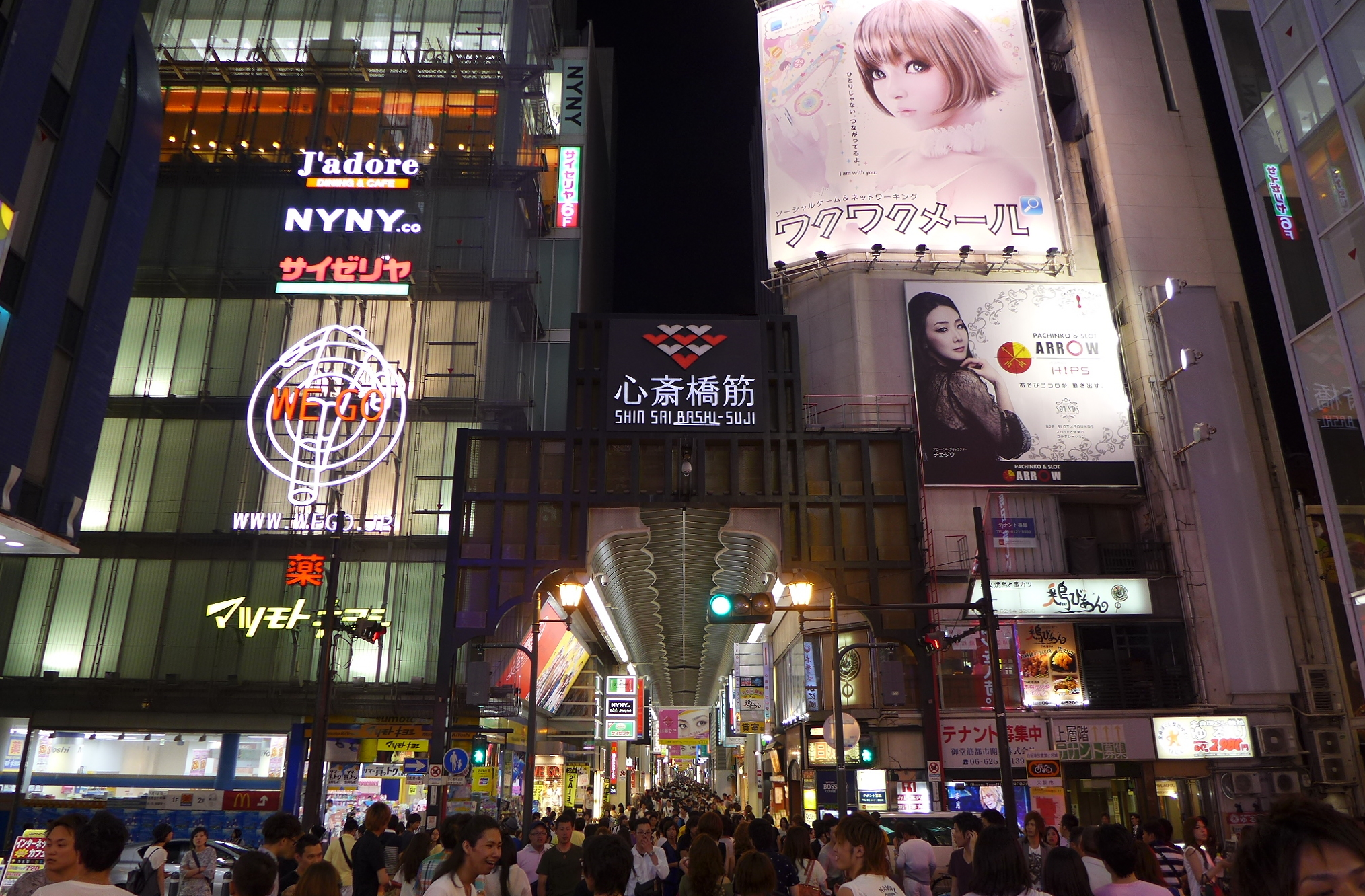
晚上的心齋橋筋商店街

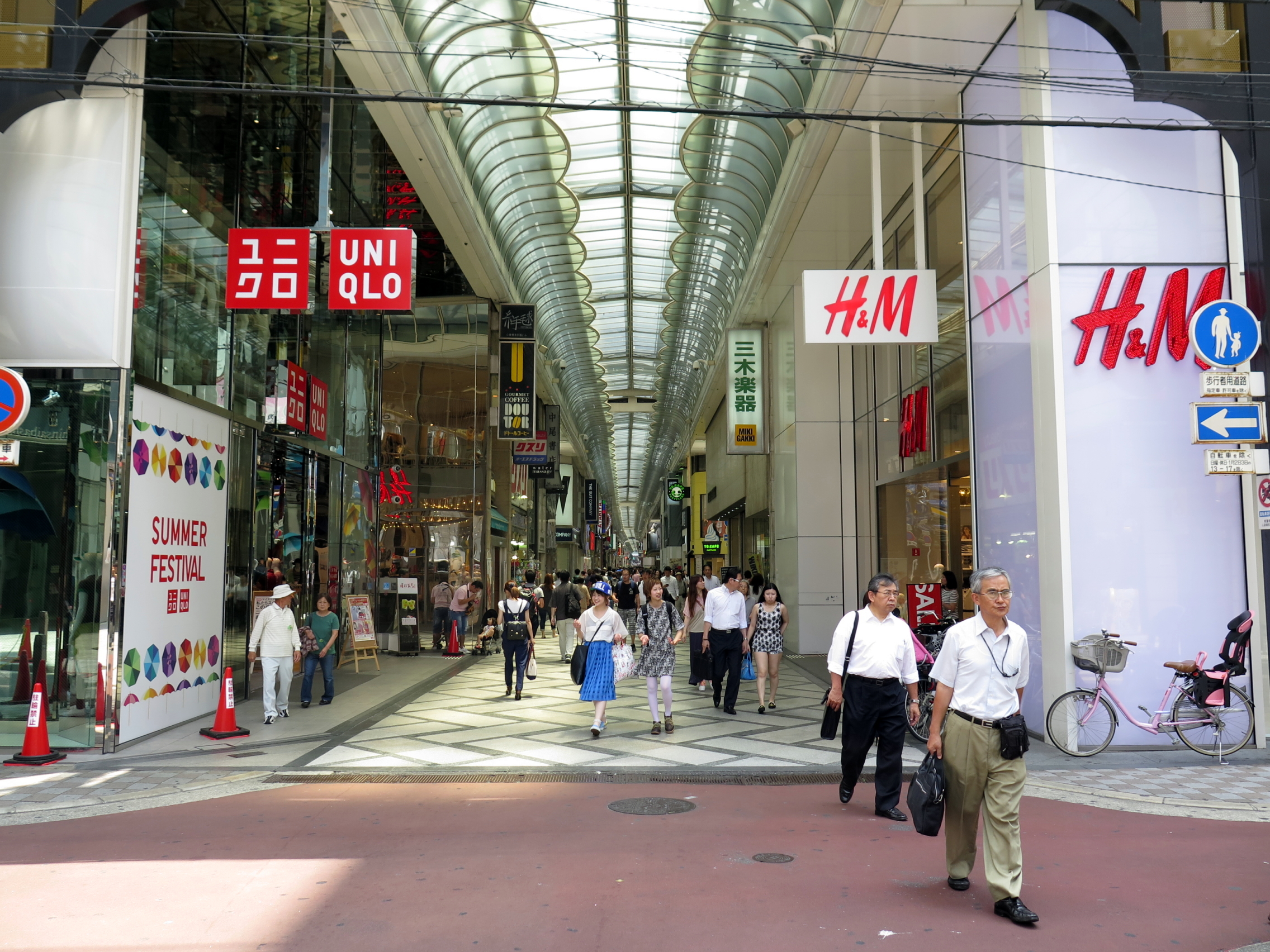
日間的心齋橋筋商店街

心齋橋是位於日本大阪府大阪市中央區的商業購物區。
一連排的百貨商店與各式專門店等為大阪代表性的中心商務區。狹義上是指大阪中心部向南北延伸御堂筋東側的心齋橋筋，但一般來講會包含到以大阪市營地下鐵心齋橋站為中心的御堂筋西側。以流行時裝發信地而馳名的美國村，是高級品牌專門店、時裝店及咖啡店的集中地。

## 歷史
心齋橋原為橫跨長堀川的一條橋，在元和8年（1622年）長堀川開鑿時建造。當時的心齋橋是長18間（約35米）、闊2間半（約4米）的木橋。明治6年（1873年）改建成鐵橋，是當時日本罕有的建築。明治42年（1909年），石造的心齋橋落成啟用。昭和39年（1964年），長堀川被填平，陸橋被移築。原本的心齋橋被選為日本百名橋也入選浪速名橋的50選之一。

## 主要店鋪及設施
- 大丸心齋橋店（總店）
- 東急Hands心齋橋店
- 心齋橋PARCO
  - CLUB QUATTRO
- OPA
- Apple Store
- Adidas
- 香奈爾
- 路易·威登
- 古馳
- 克里斯汀·迪奧
- 卡地亞
- 寶格麗
- Dolce&Gabbana
- FENDI
- COACH
- 詹尼·范思哲
- 喬治·阿瑪尼
- 愛馬仕
- Harry Winston
- 歐米茄
- 勞力士
- Benetton
- Diesel
- GAP
- BEAMS
- UNIQLO

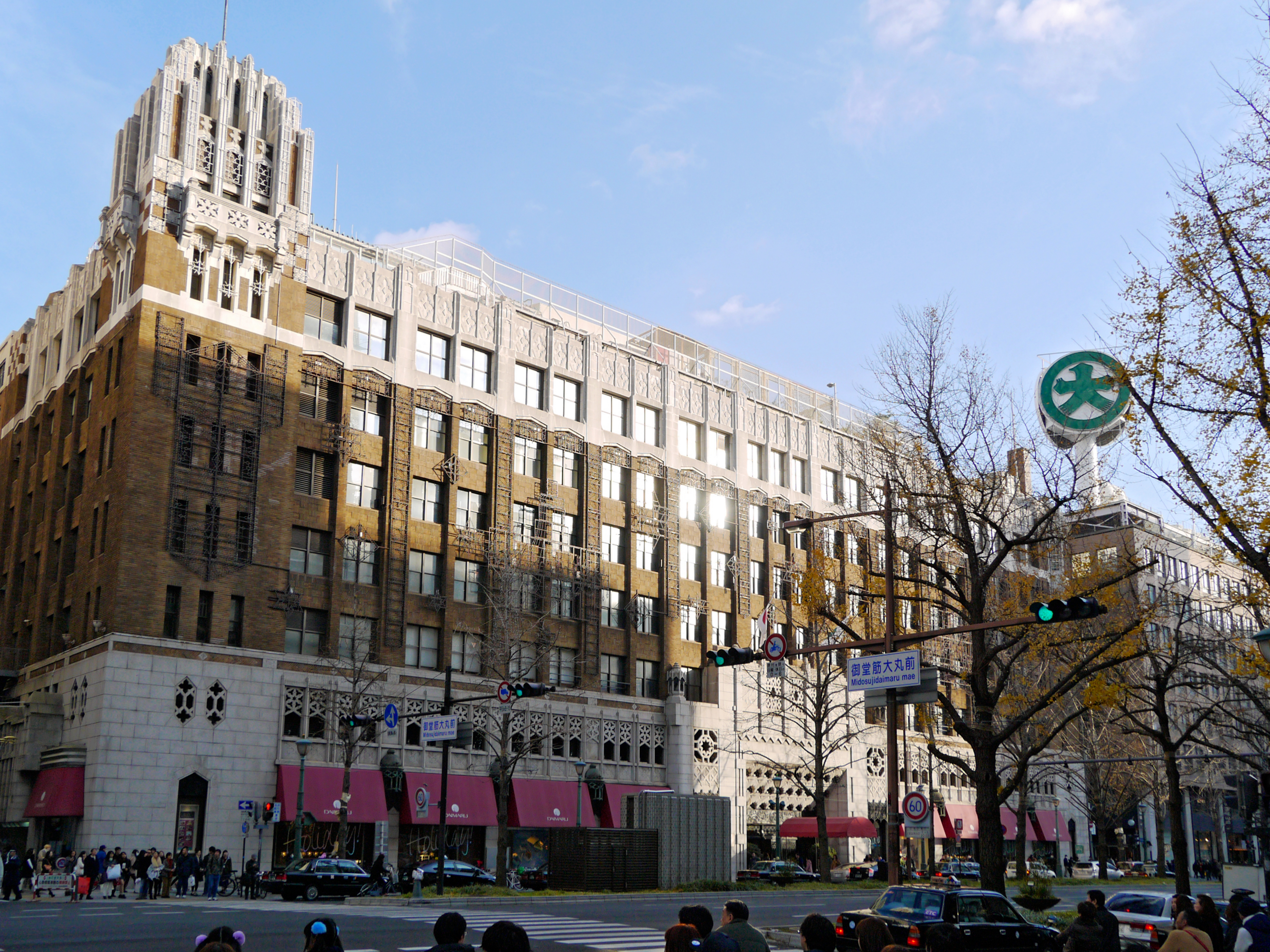
大丸心斎橋店本館・南館
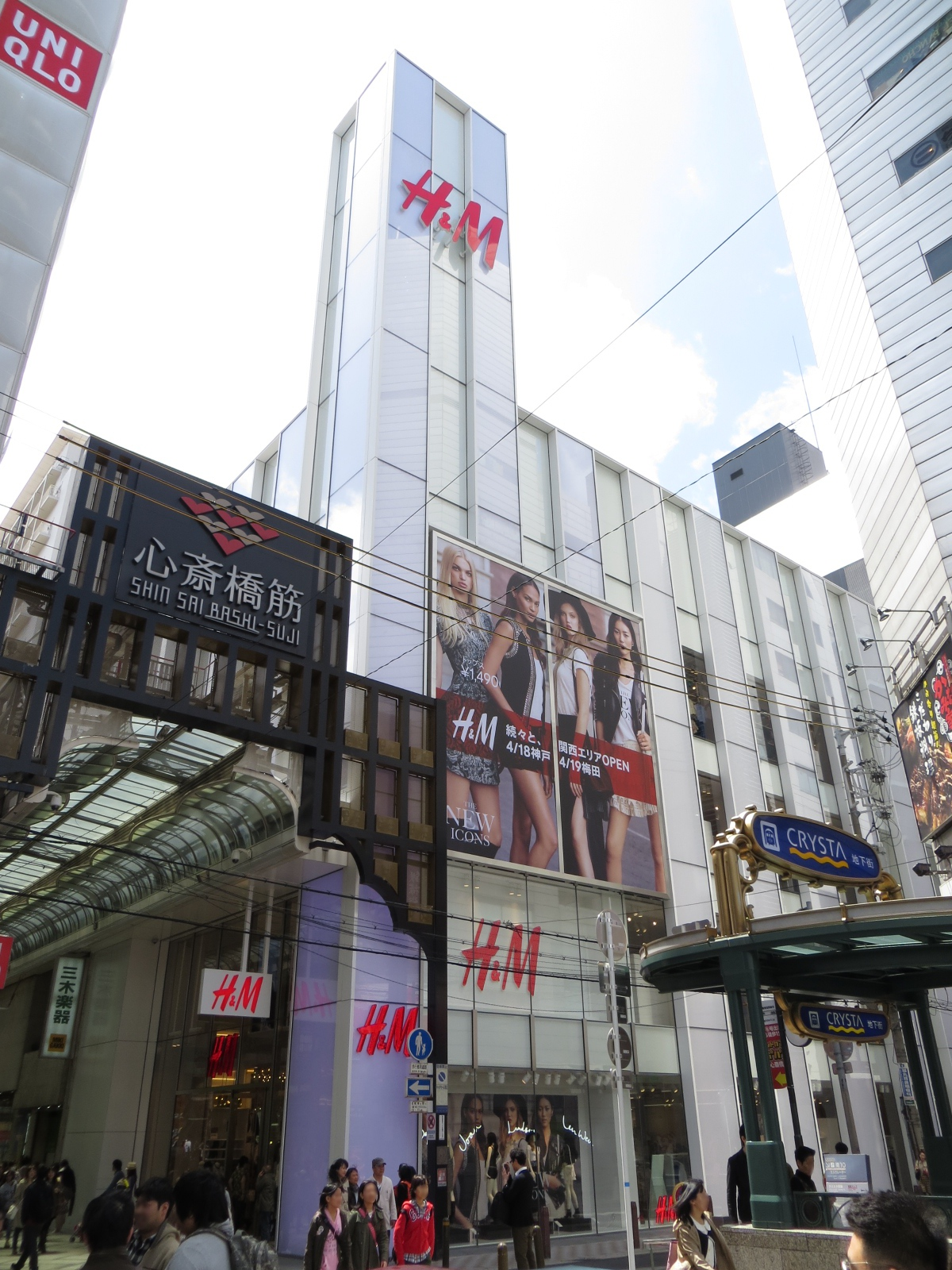
H&M
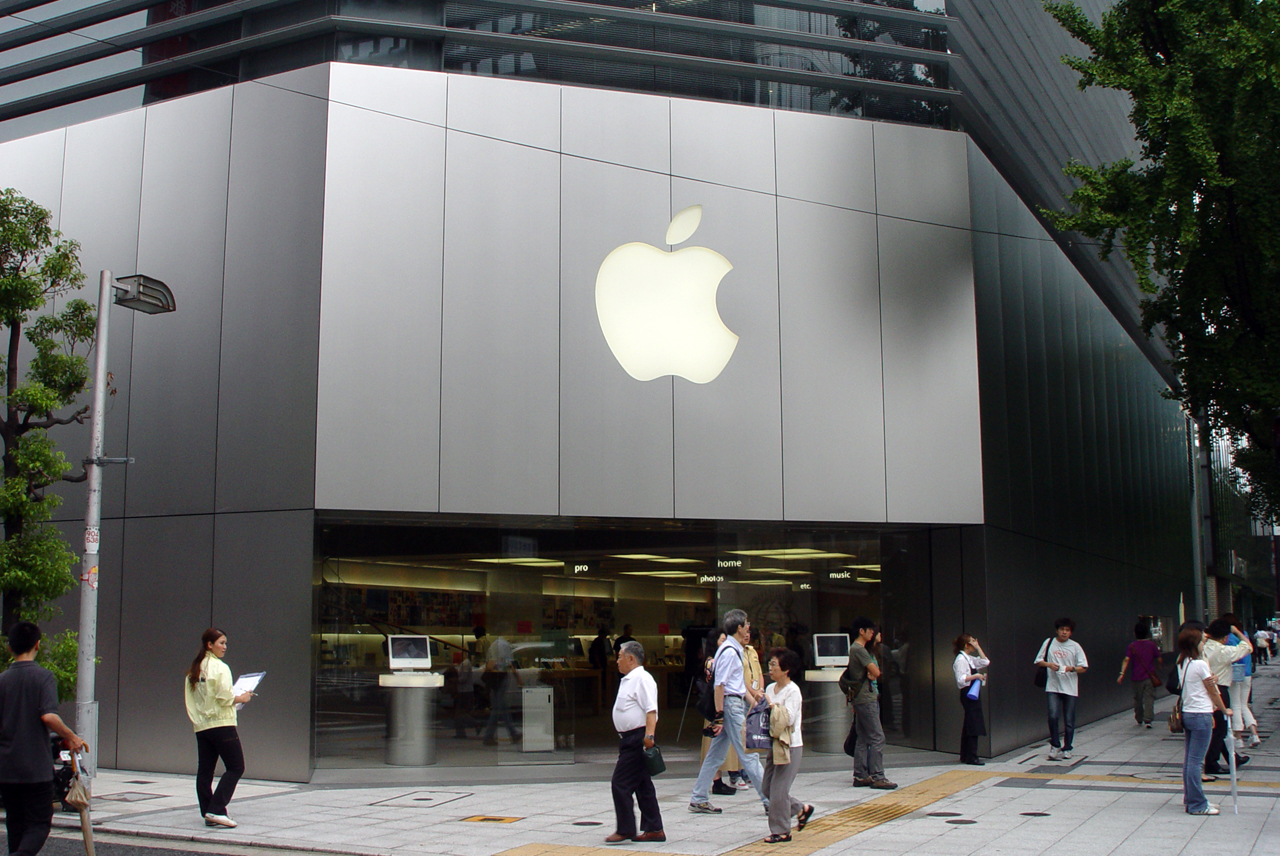
心齋橋Apple Store
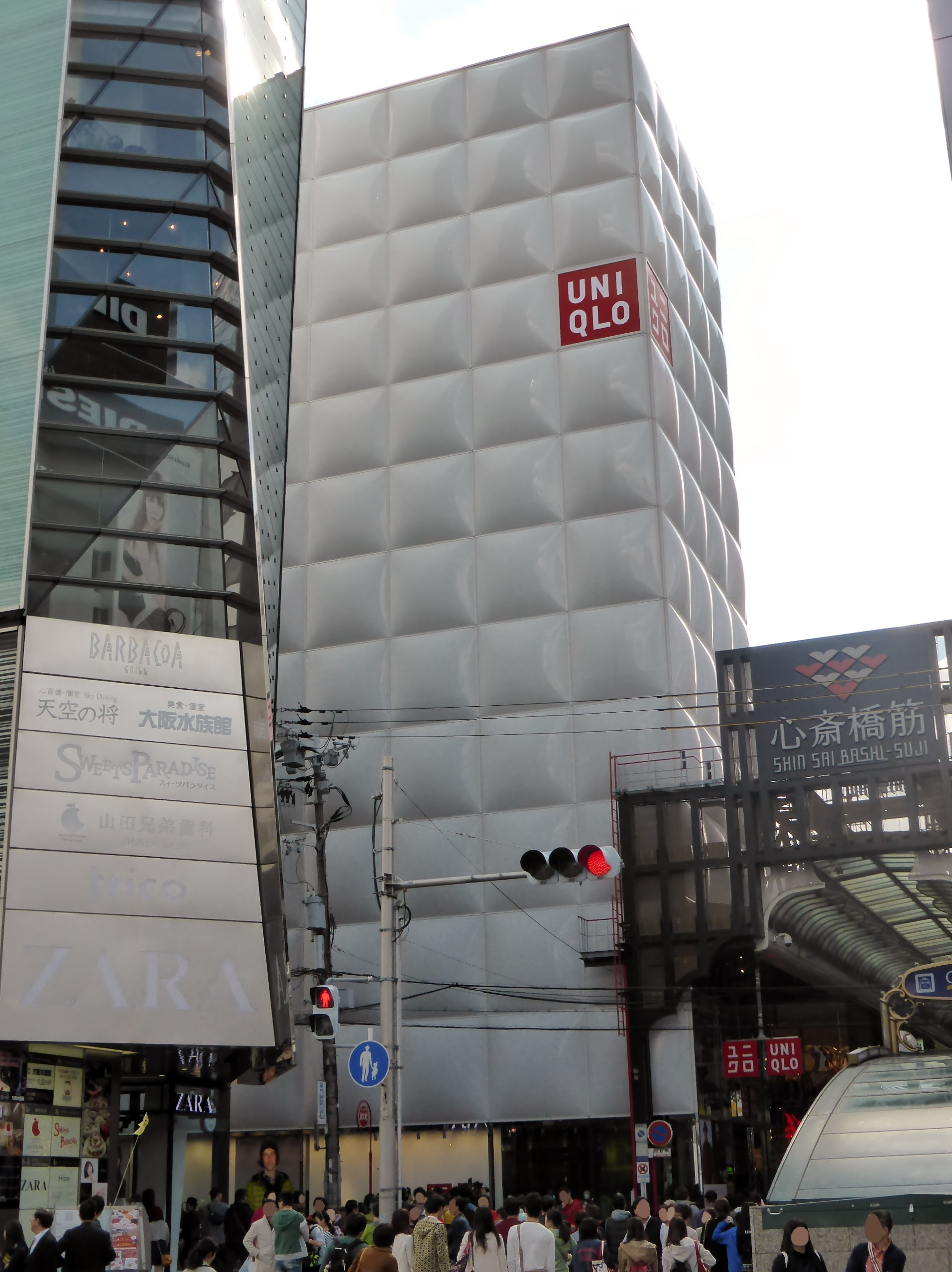
心齋橋的UNIQLO環球旗艦店

## 外部連結
- 心齋橋筋商店街官方網站
- 大阪旅遊局 - 心齋橋網站[永久]

34°40′21″N 135°30′00″E / 34.67250°N 135.50000°E